# 建祥省

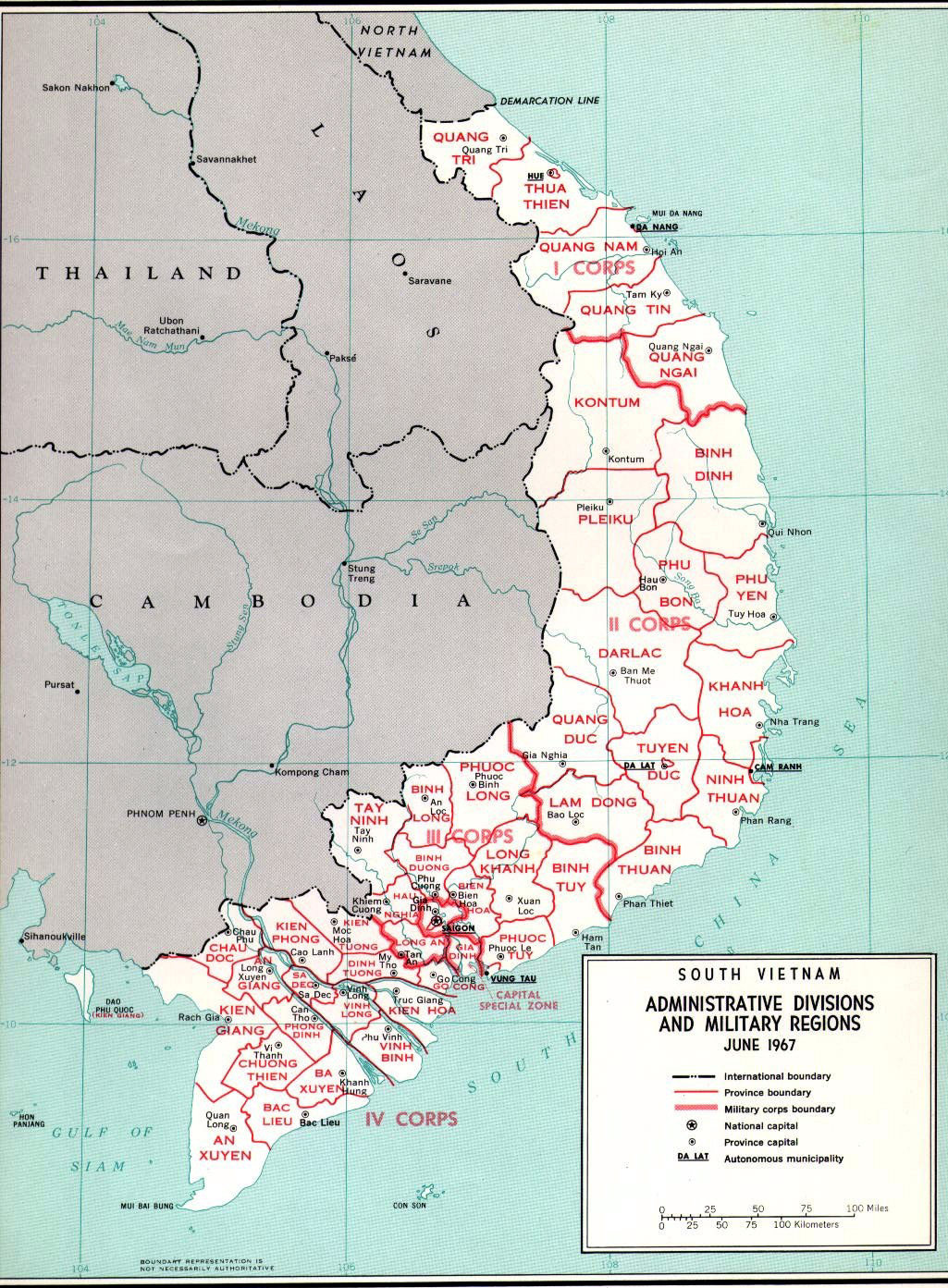
1967年的地图显示了越南共和国建祥省的省界

建祥省（越南语：／）是越南曾经设立的一个省。该省占地面积2,297平方公里，毗邻建豐省、定祥省、隆安省、厚義省。
1976年2月，越南南方共和国臨時革命政府将建祥省并入隆安省。

## 行政區劃
1970年，建祥省下轄4郡。
- 周城郡
- 建平郡
- 宣仁郡
- 宣平郡